# 小川清子
小川 清子（おがわ きよこ、1946年11月4日 - ）は、日本の短距離走選手である。
1964年東京オリンピックで女子400メートル競走に出場した。

## 参照資料
1. ↑  “Kiyoki Ogawa Olympic Results”.  Sports Reference LLC. 2020年4月17日時点のオリジナルよりアーカイブ。2017年7月31日閲覧。